# Everyday (Ariana Grande)
"Everyday" is een nummer van de Amerikaanse zangeres Ariana Grande, in samenwerking met de Amerikaanse rapper Future. Het is afkomstig van Grandes derde studioalbum, Dangerous Woman. Het is uitgebracht als het vierde single van het album op 10 januari 2017. Het nummer is geschreven door Savna Kotecha, Ilya Samanzadeh en Ariana Grande en Future zelf. Het is gecomponeerd door Ilya Samanzadeh. Het nummer gaat over het uitvoeren van seksuele handelingen.

## Succes
Qua succes deed "Everyday" het minder dan haar voorgaande singles; het bereikte in slechts één land de top 30, in Nieuw-Zeeland. Daar haalde het nummer wel gelijk de derde plaats. In België behaalde het slechts de 39e plaats. In andere landen deed het nummer het nog slechter: daar kwam het nummer niet boven de 50e plaats uit. In de Billboard Hot 100, de meest officiële hitlijst in Amerika, haalde het slechts de 55e plaats. Ter vergelijking: in die hitlijst haalde van de andere officiële singles "Problem" de tweede positie, "Side To Side" en "Break Free" de vierde plaats, "Focus" en "Love Me Harder" de zevende plaats, "Dangerous Woman" de achtste plaats, "The Way" de negende plaats, "Into You" en "One Last Time" de dertiende plaats en "Baby I" de 21e plaats. Het nummer is in de Verenigde Staten en in Canada bekroond met platina. 